# Henric al V-lea al Sfântului Imperiu Roman
Henric al V-lea (n. 1081 sau 1086 – d. 23 mai 1125, Utrecht), aparținând Dinastiei Saliene, a fost rege romano-german începând din 1098 alături de tatăl său, împăratul Henric al IV-lea, pe care l-a succedat în 1106, și împărat romano-german începând din 1111 până la moarte. 
În timpul conflictelor împăratului Henric al IV-lea cu principii imperiali și cu papalitatea reformatoare, pentru recunoașterea puterii sale regale, Henric al V-lea a fost de partea adversarilor tatălui său. După destituirea acestuia în 1106, Henric al V-lea a cârmuit timp de cinci ani în consens cu principii imperiali. Anul 1111 este considerat punctul de cotitură al cârmuirii sale. Puțin înainte de încoronarea ca împărat, Henric a încercat zadarnic să-i priveze pe episcopi de drepturile regale care le fuseseră cedate. În scopul de a păstra cel puțin dreptul de învestire a clericilor, drept regal deținut anterior, Henric l-a ținut prizonier pe papa Pascal al II-lea și l-a forțat să-l încoroneze ca împărat. După 1111 regele a redus treptat participarea principilor imperiali la cârmuire revenind la cârmuirea autocratică specifică dinastiei saliene. În conflictele cu nobilii, Henric nu a mai admis compromisuri, a eșuat însă în încercarea de a-și spori puterea în raport cu Biserica și principii din Saxonia și din regiunea Rinului Inferior. Principii și-au asumat responsabilitatea pentru pacea în imperiu. Ei l-au forțat pe Henric printr-un decret emis la Würzburg în 1121 să admită un compromis cu papalitatea, ceea ce a avut ca urmare Concordatul de la Worms care a pus capăt Controversei pentru învestitură în 1122. În ultimii ani ai vieții Henric a pierdut aproape complet sprijinul principilor imperiali. Curtea sa regală itinerantă s-a aflat mai ales în vestul imperiului. Henric a fost căsătorit cu Matilda a Angliei din 1114. Întrucât căsătoria nu a avut urmași de sex masculin, Henric al V-lea a fost ultimul împărat al Dinastiei Saliene.

## Biografie

### Criza imperiului

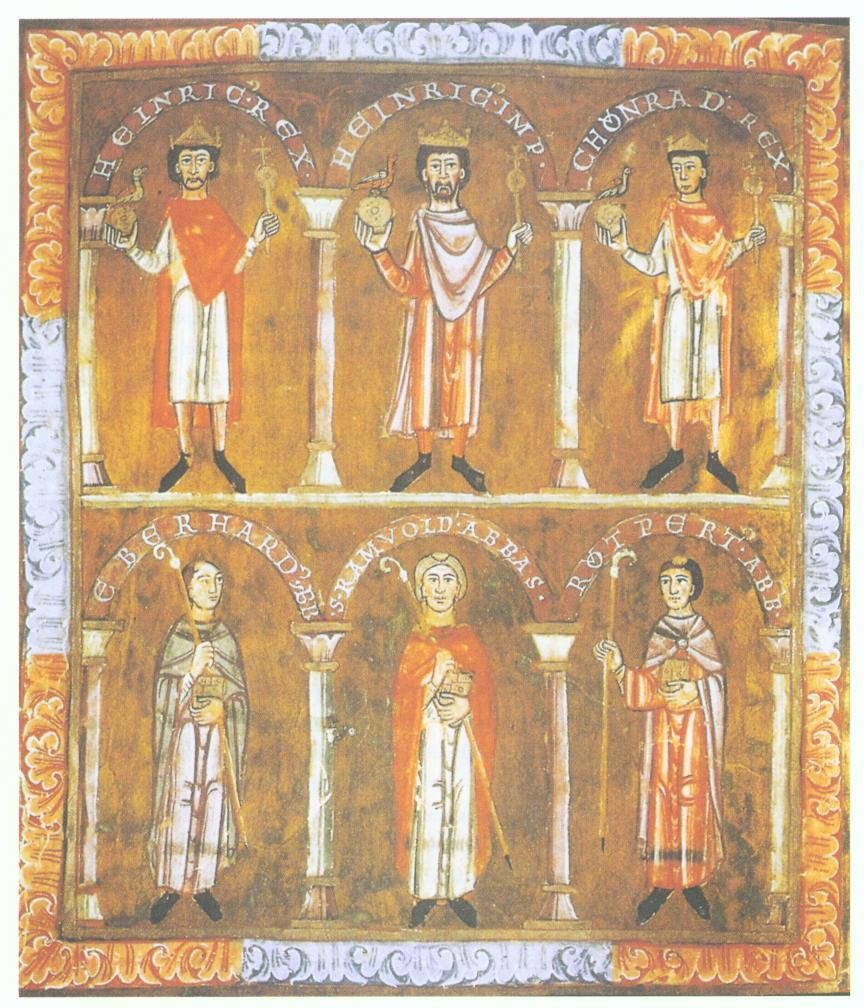
Împăratul Henric al IV-lea între fiii săi Henric al V-lea și Conrad (rândul de sus, Evanghelia Catedralei Sf. Emmeram din Regensburg, Cracovia, Biblioteca capitolului catedralei, Cod. 208, fol. 2v.)

Henric al V-lea s-a născut probabil în 1081. Deoarece Henric a devenit cavaler în 1101 și această ceremonie avea loc de regulă la împlinirea vârstei de 15 ani, este posibil ca el să se fi născut în 1086. Henric a fost fiul împăratului Henric al IV-lea și al soției sale, Berta de Savoia (1051–1087), și frate al regelui Conrad al II-lea al Italiei și al ducesei Agnes de Waiblingen. Henric a petrecut primii ani ai vieții în principal la Regensburg. Tutorele său a fost Conrad, episcopul de Utrecht.
La momentul nașterii lui Henric, tatăl său se lupta de câțiva ani deja cu papalitatea, episcopii și principii imperiali pentru a-și păstra tronul. În timpul cârmurii sale, Henric al IV-lea a acordat puțină importanță și respect nobilimii. În afară de Ducatul Saxoniei, i s-au opus, de asemenea, ducatele Bavaria, Suabia și Carintia care au căutat, la rândul lor, sprijinul papei Grigore al VII-lea, un susținător al ideilor reformiste în Biserică. Acesta cerea ca împăratul să renunțe la învestirea stareților și a episcopilor. Papa Grigore al VII-lea l-a excomunicat pe Henric al IV-lea în 1076. Excomunicarea i-a fost ridicată în 1077 după penitența de la Canossa, dar Henric al IV-lea a fost din nou excomunicat în anii 1080, 1094 și în 1102.
Henric al IV-lea a căutat să-și întărească influența în teritoriile din sudul imperiului. Astfel fiica sa, Agnes, a fost logodită în 1079 cu Frederic de Hohenstaufen, care dobândise în același an Ducatul Suabiei. De asemenea, împăratul a încercat să se asigure că fiul său cel mare, Conrad, îi va succeda la tron și de aceea el a fost consacrat rege romano-german la Aachen în 1087. Acesta însă a părăsit în 1093 partida reformatorilor Bisericii și ca urmare, în mai 1098 la o dietă în Mainz, moștenirea tronului a fost transferată fratelui său mai mic, Henric, care a trebuit să jure că nu va prelua niciodată puterea cu forța, împotriva tatălui său. La 6 ianuarie 1099 Henric a fost încoronat rege romano-german la Aachen unde a trebuit să repete jurământul. Fratele său, Conrad, a murit pe 27 iulie 1101 la Florența. Continuitatea dinastiei depindea acum de Henric al V-lea, singurul fiu supraviețuitor. Cârmuirea tatălui împreună cu fiul pare să fi decurs fără probleme timp de șase ani. Spre deosebire de fiii regilor anteriori, Henric al V-lea nu a fost implicat în guvernare în această perioadă.

### Destituirea lui Henric al IV-lea (1104–1106)
Cauzele destituirii tatălui de către fiu sunt controversate în cercetarea recentă. Istoricul Stefan Weinfurter consideră ca decisive motivele reformiste religioase ale conspiratorilor apropiați regelui. Participarea la banchete și la partide de vânătoare le-a permis nobililor apropierea de tânărul rege având astfel prilejul de a-l convinge că va pierde viitoarea cârmuire dacă nu se va întoarce curând împotriva tatălui său. Dacă aștepta până la moartea tatălui, era posibil să piardă moștenirea tronului în favoarea altuia care și-ar fi găsit susținători. Preocupat de mântuirea propriului suflet, regele Henric s-a întors împotriva tatălui său care era excomunicat și unindu-și forțele cu tinerii nobili bavarezi a format o „comunitate a mântuirii”. El a hotărât că va putea succeda la tronul regal doar aliindu-se cu forțele reformatoare.
Unii cercetători au ajuns la concluzia că motivul destituirii lui Henric al IV-lea a fost asasinarea contelui Sieghard de Burghausen în februarie 1104 de către câțiva funcționari regali și cetățeni din Regensburg. Contele Sieghard își manifestase nemulțumirea față avantajarea Bavariei în raport cu Saxonia și Franconia. Asasinarea lui a ofensat nu numai familia sa ci și mulți nobili deoarece împăratul nu a luat măsuri drastice împotriva celor vinovați, redeșteptând vechile acuzații că prefera oamenii de rang inferior. Anterior, Henric al V-lea a încercat zadarnic să mijlocească o înțelegere între contele Sieghard și funcționarii regali ceea ce i-a dat motive să-și învinovățească tatăl pentru pasivitate. Legat de această concluzie a istoricilor este de remarcat însă intervalul mare de timp scurs între asasinarea contelui Sieghard și distanțarea lui Henric de tatăl său.
În noiembrie 1104 Henric al V-lea s-a îndreptat împotriva nobilimii reformatoare saxone care se opusese alegerii arhiepiscopului de Magdeburg. În timpul expediției punitive în Saxonia, el s-a dezis pe 12 decembrie de tatăl său încălcând astfel jurământul de credință făcut acestuia. Apoi Henric al V-lea s-a îndreptat spre Regensburg, unde a sărbătorit pentru prima dată Crăciunul alături de adepții săi. În aceeași perioadă a trimis soli la Roma pentru ca papa să-i ridice interdicția ce-i fusese impusă și să-l elibereze de jurământul făcut. Încălcarea acestuia era considerată unul dintre cele mai mari păcate pentru care, după credința vremii, trebuia să dea seamă la Judecata de Apoi. Papa i-a promis lui Henric al V-lea nu numai absoluțiunea, ci și sprijinul în lupta împotriva tatălui său cu condiția ca el să se dovedească apoi un rege drept și un bun conducător al Bisericii.
Între 1105 și 1106 ambele părți și-au prezentat argumentele în scrisori și au emis documente pentru a lega imperiul de propria persoană. Tatăl și fiul s-au acuzat reciproc de nesocotirea ordinii divine și de distrugerea ordinii pământești. Henric al V-lea a început să facă eforturi intense pentru a atrage Saxonia de partea sa. Tatăl său nu mai fusese în Saxonia după 1089, iar acolo opoziția era deosebit de puternică. În primăvara anului 1105 Henric al V-lea s-a aflat acolo două luni, timp în care și-a arătat disponibilitatea de a colabora cu Biserica pe baza ideilor gregoriene destituind episcopii numiți de tatăl său: Frederic de Halberstadt, Udo de Hildesheim și Henric al II-lea de Paderborn. Henric a mers desculț în procesiunea de la Quedlinburg din Duminica Floriilor pentru a-și demonstra smerenia (humilitas) - virtutea elementară a cârmuitorilor creștini. Șederea sa în Saxonia s-a încheiat cu sărbătorirea Rusaliilor la Merseburg și cu confirmarea numirii Mitropolitului de Magdeburg.
Henric al V-lea a reușit să-l convingă pe margraful Leopold al III-lea de Babenberg să-l abandoneze pe tatăl său, Henric al IV-lea, făgăduindu-i căsătoria cu sora sa, Agnes, devenită văduvă după moartea ducelui Frederic I al Suabiei. La sfârșitul lunii octombrie 1105 Henric al V-lea a ocupat cetatea Speyer, locul central al posesiunilor saliene, și l-a numit episcop de Speyer pe Gebhard al II-lea de Urach, adversar vehement al tatălui său. În aceeași toamnă armatele tatălui și fiului s-au aflat față în față pe valea râului Regen. Bătălia a fost însă împiedicată de principii imperiali care doreau să se ajungă la o soluție pașnică. De Crăciun în același an ar fi trebuit să se ajungă la un acord la dieta în Mainz.
Henric al IV-lea s-a îndreptat spre Mainz pentru dieta care urma să aibe loc. Cronica anonimă Vita Heinrici IV. imperatoris  (1105-1106) relatează că la Koblenz pe 20 decembrie 1105 Henric al V-lea „a căzut la pieptul tatălui său”, „a vărsat lacrimi și l-a sărutat”. Îngenuncherea, lacrimile și sărutările erau declarații publice de reconciliere obligatorii în acele vremuri. Henric al IV-lea și-a demobilzat apoi armata. Tatăl și fiul au pornit împreună pe 21 decembrie spre Mainz pentru a participa la dietă. Aflat la Bingen pe 23 decembrie Henric l-a convins pe tatăl său să meargă la un castel pentru a fi protejat deoarece arhiepiscopul Ruthard de Mainz nu îl lăsase să intre în oraș. Henric al IV-lea a fost de acord și a fost dus la Castelul Böckelheim, care aparținea episcopului Gebhard, dar nu pentru protecția sa, ci a fost aruncat în temniță unde a rămas „nespălat și nebărbierit și lipsit de orice slujbă religioasă” în perioada Crăciunului. De Crăciun, la Dieta de la Mainz, Henric i-a cerut tatălui său însemnele imperiale (coroana, sceptrul, crucea, sfânta lance și spada imperială). Apoi Henric al IV-lea a fost adus la Ingelheim și pe 31 decembrie a fost forțat să abdice. La Ingelheim i-au fost luate cu forța însemnele imperiale. Aflat în posesia acestora, Henric al V-lea a răspândit versiunea că tatăl său i-a cedat puterea de bunăvoie pentru a asigura continuitatea dinastică.
În ianuarie 1106 Henric al V-lea a fost încoronat rege romano-german. Arhiepiscopul Ruthard de Mainz i-a înmânat însemnele imperiale cu cuvintel: „Dacă nu se dovedește a fi un conducător drept al imperiului și apărător al bisericii, atunci îi va merge ca tatălui său”. La începutul domniei lui Henric a existat o armonie între rege și nobilime. Peste cincizeci de principi imperiali au fost prezenți la ceremonia preluării puterii.
Henric al IV-lea a reușit să evadeze din Ingelheim și a fugit la Liège. Temându-se, fiul său a convocat o dietă imperială la Liège de Paște. Deși Henric al IV-lea începuse să organizeze rezistența împotriva fiului său, el a murit pe 7 august 1106 la Liège. Principii au interzis înmormântarea sa în Speyer, dar Henric s-a opus acestei decizii. Pe 24 august a adus rămășițele tatălui său la Speyer, deoarece la Liège acesta nu era venerat. Henric al IV-lea a fost înmormântat pe 3 septembrie 1106 într-o capelă laterală încă nesfințită (mai târziu „Capela Afra”) în partea nordică a Domului din Speyer. Abia în 1111, după ridicarea excomunicăriii sale, Henric al IV-lea a putut fi înmormântat alături de strămoșii săi în aceeași catedrală.

### Guvernarea în consens
Henric al V-lea părea că a învățat din greșelile tatălui său. După propriile cuvinte din primăvara anului 1106, el a înțeles că „neglijarea principilor [...] a însemnat decăderea imperiului”. Următorii ani de domnie s-au aflat sub semnul reformei Bisericii și a unei mai mari implicări a principilor în guvernare. Documentele dovedesc consensul dintre rege și principi. Cronicile timpului menționează participarea a numeroși principi la adunările curții ceea ce dovedește o nouă conștientizare a responsabilității seniorilor față de imperiu. Henric al V-lea a permis reîntoarcerea episcopilor care fuseseră destituiți de tatăl său.
Datorită cooperării cu nobilii, regele a avut din nou acces nestingherit în toate zonele imperiului, ceea ce nu se mai întâmplase de mult timp, și astfel a putut să intervină atât în regiunea vestică, cât și în cea estică. Relația sa cu saxonii a fost bună și în anii următori. Henric s-a aflat în Saxonia deseori până în 1112. După moartea ducelui Magnus, familia saxonă Billung s-a stins pe linie masculină, iar Ducatul de Saxonia nu a fost acordat vreunuia dintre ultimii doi gineri ai acestuia, Henric cel Negru și Otto de Ballenstedt, ci lui Lothar de Süpplingenburg, împotriva obiceiului dinastic. Campaniile militare împotriva Ungariei și Poloniei (1108–1109) nu au avut mult succes. În Boemia, Henric a reușit să-l instaleze ca duce pe Swatopluk al II-lea al Moraviei. Puterea imperială în Regatul Italiei s-a prăbușit după înlăturarea tatălui său. Din octombrie 1095 până în octombrie 1110, Henric al IV-lea și Henric al V-lea nu au emis certificate în favoarea unor eventuali beneficiari italieni și nici eventuali beneficiari italieni nu au călătorit în partea de nord a imperiului pentru primi un astfel de certificat. Sub Henric al V-lea, îndepărtarea orașului Milano de conducătorul Salian a atins apogeul.
Deși Henric al V-lea a continuat să practice învestitura cu inel și toiag (per anulum et baculum), el a continuat totuși să colaboreze cu clericii. Pe lângă toiagul folosit, inelul reprezenta semnul spiritual ce simboliza căsătoria episcopului cu Biserica. Acest tip de învestire a episcopilor fusese introdus de Henric al III-lea și a fost una dintre cauzele conflictului dintre Henric al IV-lea și papă.
Învestirea demonstrativă a episcopilor cu inel și toiag a perpetuat acest conflict. Papa Pascal al II-lea a cerut lui Henric să renunțe la învestirea oficialităților ecleziastice. Încercările de a ajunge la o înțelegere cu papa privind învestitura au eșuat în 1106 și respectiv în 1107 la Conciliul de la Guastalla și de la Châlons-en-Champagne.

### Prima campanie militară în Italia (1111)

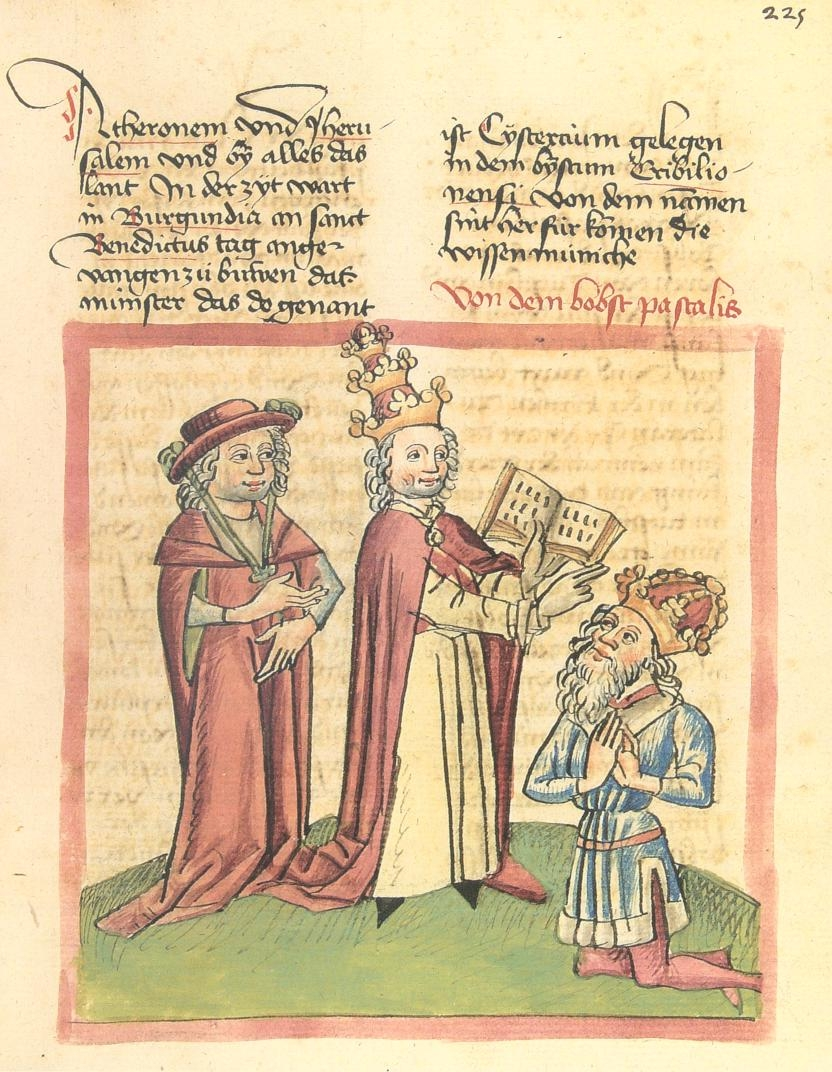
Papa Pascal al II-lea îl încoronează pe Henric al V-lea (manuscris, 1460, Haguenau, Chronicon pontificum et imperatorum, Heidelberg, Biblioteca Universității, Cod. pal. germ. 137, fol. 225r.)

În august 1110 o dietă a hotărât plecarea la Roma pentru a pune capăt controversei pentru învestitură. Armata a urmat calea cea mai scurtă prin trecătoarea Marele Sf. Bernard, spre Piacenza și Parma, apoi spre Roncaglia, Florența și Sutri (în februarie 1111) și mai departe spre Roma.
Înainte de campania militară din Italia, convins că vor avea loc evenimente epocale Henric a comandat un nou sigiliu regal. Ducele Welf al V-lea al Bavariei conducea o a doua armată care, venind din sud-estul imperiului spre Italia, s-a unit cu armata principală în Roncaglia. Acest lucru demonstra, de asemenea, că în acel moment chiar și familia Welfilor, care se împotrivise tatălui lui Henric, se afla pe partea salienilor. Prezența lui Welf al V-lea a fost semnificativă și deoarece Henric fusese căsătorit cu Matilda de Toscana între 1089 și 1095, ceea ce îl făcea un potențial moștenitor al posesiunilor ei. Matilda a permis armatei să se deplaseze pe teritoriul ei. Henric al V-lea a trimis Matildei soli pentru a negocia „de pace [...] de regis honore suoque” („pacea și onoarea regelui”). Această onoare demonstra rangul regelui. Ca urmare, a început să se dezvolte un concept de putere din care au derivat pretențiile imperiale ulterioare privind sudul Italiei și posesiunile Matildei (regiunile Toscana, Emilia și Lombardia). Într-adevăr Matilda, care în 1079 îl desemnase pe papă ca moștenitor în cazul în care ea nu avea urmași, spera ca papa să fie de acord cu desemnarea lui Henric al V-lea ca moștenitor.
Henric acorda mare importanță documentării și punerii în scenă a evenimentelor în avantajul curții regale. În Italia a fost însoțit de o armată puternică de 30 000 de cavaleri care proveneau din tot imperiul. Potrivit lui Otto de Freising tabăra armatei oferea „o demonstrație impresionantă a puterii lumești” prin strălucirea nocturnă a torțelor. Henric dispunea de o armată atât de mare doar datorită susținerii acordate de principii cu care se afla în consens. Capelanul curții regale, David Scholasticus care a participat în calitate de cronicar la campania din Italia, a documentat toate evenimentele importante în trei cărți scrise într-un stil atât de simplu încât și oamenii mai puțini învățați să poată înțelege. Astfel, Henric plănuise în avans documentareaistoriografică, pentru fi folosită ca bază în eventualele dispute ulterioare cu papa. Relatarea capelanului David nu a supraviețuit, dar lucrarea sa a fost folosită de alți cronicari.
Papa Pascal al II-lea putea conta pe Matilda de Toscana doar într-o oarecare măsură și de aceea a căutat sprijin la normanzii care cârmuiau în sudul Italiei și care împreună cu papalitatea încercaseră în mod repetat să contrabalanseze puterea regilor romano-germani. Normanzii ocupaseră deja Roma în 1084 în timpul împăratului Henric al IV-lea. Roger de Apulia și Robert I de Capua au jurat că vor da ajutor papei Pascal dacă va fi necesar. De asemenea, acesta găsise sprijin la nobilimea din Roma, însă nu făcuse nicio încercare de a obține sprijin în nordul Italiei, unde unele comune începeau să eludeze puterea imperială. Odată cu ocuparea orașului Lodi în 1111, Milano a început să-și stabilească propriul teritoriu.
Henric a insistat în continuare asupra dreptului său de învestitură cu inel și baston și asupra jurământului de credință și a muncii în echipă a episcopilor și stareților imperiali. Papa Pascal i-a propus să renunțe complet la învestitură (numirea episcopilor) în schimbul recuperării tuturor drepturilor regale (iura regalia) care fuseseră cedate (de exemplu: baterea monedei, drepturile de piață și drepturile vamale). Regele Henric și papa au convenit asupra acestui lucru într-un acord preliminar încheiat la 4 februarie 1111. Episcopilor urmau să li se retragă drepturile și sursele de venit primite încă din perioada carolingiană datorită cărora activitatea lor se desfășura în beneficiul regelui care la rândul lui îi răsplătea. Dacă aceste drepturi erau returnate imperiului, episcopii ar fi trăit doar din veniturile proprietăților lor, adică din zeciuială și din milostenie. Ei ar fi fost limitați la serviciul religios ceea ce însemna creșterea dependenței de papalitate. Fiind lipsiți de responsabilități în imperiu, ei deveneau din nou dependenți de protecția laică. Pe 9 februarie Henric a acceptat propunerea papei prin înțelegerea numită „Compensarea de la Sutri”. Pentru papa Pascal, cauza simoniei și a acordării frauduloase a funcțiilor în Biserică nu era învestirea, ci laicizarea funcției de episcop.
Pe 12 februarie 1111 au început festivitățile pentru încoronarea împăratului. Henric a sărutat picioarele papei Pascal în public în fața Bisericii Sf. Petru. Prin acest gest, el comunica, în mod simbolic, subordonarea față de părintele spiritual. Ritualul a fost menționat pentru prima dată în 1111 la o încoronare imperială și de atunci a făcut parte din ceremonialul medieval ca gest făcut de împărați înainte de intrarea în Biserica Sf. Petru.
Înainte de încoronare a fost citit certificatul papal privind acordul  anterior din tratatul preliminar negociat la Turri și Sutri. Astfel episcopii au aflat pentru prima dată despre înțelegerea dintre regalitate și papalitate. În oraș a izbucnit un puternic protest. Se poate presupune că Henric era dinainte conștient de acest pericol și este, de asemenea, posibil ca acest protest să fi fost înscenat. Încoronarea imperială a fost întreruptă datorită protestului. Henric a cerut din nou încoronarea imperială și dreptul la învestitură. Când papa Pascal a refuzat, Henric l-a ținut prizonier în Biserica Sf. Petru. Două luni mai târziu, prin Tratatul de la Ponte Mammolo din 12 aprilie 1111, Henric a reușit să-l constrângă pe papă să-l absolve de excomunicare pe tatăl său decedat și să-i permită învestirea episcopilor aleși prin ritualul cu inel și toiag care trebuia să aibă loc înainte de consacrarea efectivă ce revenea papei. Deși învestitura fără consacrare nu era acceptabilă, acest pas era totuși o victorie pentru Salian. Pe 13 aprilie papa Pascal l-a încoronat pe Henric ca împărat. În plus, Pascal a trebuit să jure că nu-l va excomunica niciodată pe Henric.
Arestându-l pe reprezentantul lui Hristos pe Pământ, autoritatea lui Henric în lumea creștină a scăzut. Ca urmare, cardinalul Kuno de Praeneste i-a interzis lui Henric în vara anului 1111 prezența la Sinodul din Ierusalim. În septembrie 1112 Sinodul din Burgundia condus de arhiepiscopul Guido de Vienne (devenit mai târziu papa Calixt al II-lea) l-a excomunicat. În anii care au urmat, excomunicarea împăratului s-a repetat de mai multe ori. Potrivit istoricului Stefan Weinfurter, anul 1111 a fost un punct de cotitură în domnia lui Henric al V-lea. Unitatea dintre reformatorii Bisericii și monarhie din primii ani ai domniei lui Henric, s-a destrămat și odată cu aceasta „comunitatea mântuirii” creată de ei. În martie 1112 privilegiul învestiturii i-a fost retras lui Henric de Curia papală la Conciliul Lateranului.
După încoronare Henric s-a retras în partea de nord a imperiului. La întoarcerea din Italia în mai 1111 a fost oaspetele Matildei de Toscana în Cetatea Bianello. Cei doi au încheiat un contract care  stabililea că Henric al V-lea urma să moștenească posesiunile Matildei. Henric a reușit în sfârșit pe 7 august 1111 să îl înmormânteze pe tatăl său (rămășițele lui fiind mutate din capela laterală neconsacrată a Catedralei din Speyer). Tot în august Henric a emis două privilegii prin care cetățenii din Speyer au primit importante drepturi civile. Primul privilegiu este datat pe 7 august, ziua înmormântării împăratului Henric al IV-lea, celălalt pe 14 august 1111, a șaptea zi după înmormântare, când a avut loc liturghia de pomenire. Locuitorilor din Speyer li s-au garantat numeroase drepturi și beneficii (incluzând scutirea de impozit pe moștenire) care nu mai fuseseră anterior acordate orașelor. Aceasta a dus la o rapidă dezvoltare economică a orașului. Donațiile făcute pentru perpetuarea memoriei Salienilor nu mai erau destinate doar clerului, ci întregii municipalități.
Ritualul înmormântării tatălui său a avut o semnificație specială pentru Henric în contextul legitimării domniei sale. Ceremoniile funerare, care îl prezentau pe Henric ca fiu loial și moștenitor legitim al împăratului, demonstrau continuitatea dinastică și arătau în același timp că existența actualei regalități nu se baza doar pe revolta fiului împotriva tatălui și pe consimțământul principilor imperiali, ci și pe pretenția îndreptățită la tronul imperial. De asemenea, orașului Worms i s-au acordat privilegii în 1114, dar spre deosebire de Speyer, locuitorii nu au primit libertăți personale.

### Încălcarea ordinii consensuale
După 1111 Henric a cerut din ce în ce mai rar acordul consensual pentru acțiunile sale, primind prea rar aprobarea. El chiar a revenit la regimul autocratic anterior al tatălui său, exacerbând conflictul. După evenimentele din 1111, numeroși clerici l-au părăsit, primii dintre ei arhiepiscopul de Salzburg, Conrad de Abenberg și episcopul de Halberstadt, Reinhard de Blankenburg. A fost întreruptă și legătura cu prietenul și confidentul său de încredere, cancelarul Adalbert de Saarbrücken, care exercitase o influență semnificativă asupra politicii imperiale încă din 1106. Adalbert îl însoțise pe Henric în campania din Italia din 1110/1111. Procesul de consolidare și extindere a puterii a afectat interesele și posesiunile arhiepiscopiei Mainz. Aparent, conflictul cu Adalbert s-a datorat cetății regale Trifels. Fără a obține acordul mai marilor imperiului, la sfârșitul anului 1112 arhiepiscopul a fost capturat fiind ținut prizonier mai bine de trei ani. Amenințarea cu violența a cetățenilor din Mainz și a vasalilor a impus eliberarea arhiepiscopului în noiembrie 1115. După eliberare, Adalbert era doar piele și oase. Obiceiul ottonienilor de a rezolva conflictele pe cale amiabilă cu clemență demonstrativă și-a pierdut importanța sub Henric al IV-lea și Henric al V-lea. Acești conducători salieni au încercat mai degrabă să renunțe la clemență și să stabilească puterea regală prin forța pedeapsei. Adalbert a devenit marele adversar al puterii regale saliene.
Disputele asupra posesiunilor au dus la conflicte și în Saxonia. Henric a încercat să extindă din nou puterea saliană ceea ce punea piedici politicii teritoriale a principilor. După moartea contelui Ulric de Weimar, fără a lăsa urmași, numeroși nobili saxoni au revendicat moștenirea posesiunilor lui. Cu toate acestea, Henric a considerat că, în lipsa descendenților direcți, posesiunile trebuiau reîntoarse imperiului. Această viziune era opusă concepției juridice saxone. Deși Henric îi asigurase pe principi că va lua o decizie în acord cu ei, totuși el nu i-a consultat pe nobilii saxoni.
La o ruptură cu arhiepiscopul de Köln, Frederic I de Schwarzenburg, în timpul unei campanii militare împotriva frizonilor, s-a ajuns datorită refuzului de a plăti tributul anual. Oamenii din Köln s-au plâns, de asemenea, de înrolarea forțată făcută de unul dintre funcționarii imperiali, iar arhiepiscopul Frederic a reclamat într-o scrisoare starea catastrofală a Bisericii. Episcopiile din Worms și Mainz erau vacante de ani de zile, drepturile laice ale episcopilor fiind exercitate de administratori regali (în latină villici). Dar până și nobili laici s-au plâns, deoarece începând din 1113 Henric recurgea la practica saliană a ocupării posturilor. Astfel, în 1113 Burchhard a fost primul capelan al curții regale care a fost numit în Dieceza de Cambrai. Mai marii imperiului nu mai erau implicați în stabilirea candidaților, iar împăratul nu le mai cerea acordul.
Rebelii din imperiu s-au unit sub conducerea arhiepiscopului de Köln în primăvara anului 1114. Două campanii imperiale împotriva arhiepiscopiei de Köln au eșuat. Înfrângerea de la Andernach din octombrie 1114 a pus capăt prezenței lui Henric pe Rinul de Jos. La Crăciunul aceluiași an, mișcările împotriva regelui au ajuns la apogeu și în Saxonia. Ducele saxon Lothar l-a învins pe Henric în Bătălia de la Welfesholz pe 11 februarie 1115 punând astfel capăt domniei salienilor în Saxonia. De atunci, Lothar a exercitat o putere ducală asemănătoare celei regale, iar capacitatea lui Henric de a-și impune puterea a scăzut treptat. La Dieta din Mainz care trebuia să aibă loc pe 1 noiembrie 1115, nu a participat niciun principe ceea ce reflecta neacceptarea puterii imperiale. Henric a sărbătorit Crăciunul, act important al reprezentării regale, în 1115 în Speyer înconjurat doar de câțiva oameni de încredere. În schimb, ducele Frederic al II-lea de Hohenstaufen a câștigat o tot mai mare importanță la curtea regală. Între timp, la invitația arhiepiscopului Adalbert de Mainz, numeroși oponenți ai împăratului s-au adunat la Köln pentru a discuta chestiuni ecleziastice.
Incidentele de la Roma din 1111 și înfrângerea suferită de opoziția saxonă în 1115 au distrus aproape complet legăturile dintre episcopi și cârmuitor. În timp sub Henric al IV-lea o treime din documentele imperiale fuseseră emise în favoarea bisericilor episcopale, sub Henric al V-lea fusese emis doar fiecare al doisprezecelea document în favoarea acestora și din totalul de 38 de biserici episcopale doar 13 erau beneficiarele acestora.
Domnia lui Henric în Bavaria a fost diferită. După o scurtă ședere în 1111, la întoarcerea din Italia, Henric nu s-a mai aflat în Bavaria până în 1121. Conflictele din Saxonia și Renania au necesitat o puternică prezență în acele regiuni. Ducatul de Bavaria rămas însă „aproapiat regelui”, iar oponenții lui Henric nu s-au putut impune acolo. În ciuda evenimentelor din 1111 și 1115, Berengar I de Sulzbach, margraful Diepold de Cham, contele Engelbert al II-lea de Spanheim, episcopul Hartwig I de Regensburg și episcopul Herman de Augsburg, au rămas de partea lui Henric al V-lea așteptând recompese pentru serviciile aduse regalității. Astfel, Engelbert al II-lea de Spanheim a devenit margraf de Istria în 1108 și duce al Carintiei în 1124.

### Căsătoria cu Matilda a Angliei (1114)

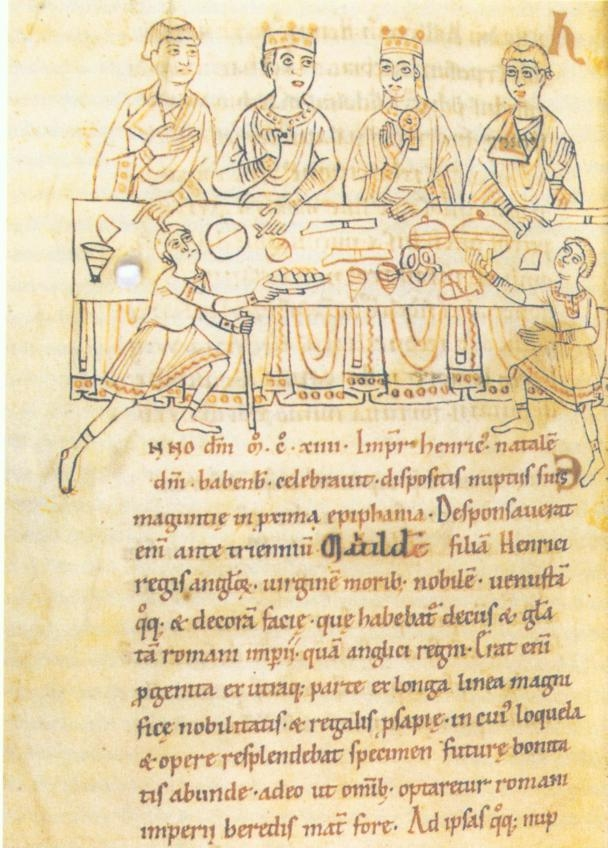
Ospățul nunții lui Henric al V-lea cu Matilda (Cronica mondială a lui Ekkehard din Aura, Cambridge, Corpus Christi College, Ms. 373, fol. 95v.)

Începând din 1108 Henric al V-lea a purtat negocieri intense cu privire la căsătoria cu una dintre fiicele casei regale engleze. Căsătoria era menită creșterii autorității regelui salian și asigurarea tronului său. La Paștele anului 1110 la Utrecht Henric s-a logodit cu prințesa engleză Matilda, în vârstă de opt ani, fiica regelui Henric I al Angliei. Această căsătorie i-a adus regelui englez un prestigiu enorm. Pe 25 iulie 1110 arhiepiscopul de Köln a încoronat-o pe Matilda regină romano-germană la Mainz. Nunta a avut loc pe 7 ianuarie 1114 la Mainz. După conflictele din ultimii ani, Salianul părea să se afle din nou în consens cu mai marii imperiului. Totuși, arestarea și întemnițarea contelui Ludovic de Turingia în timpul festivităților de nuntă deoarece se alăturase opoziției saxone a stârnit indignarea multor principi. Demonstrațiile de putere ale lui Henric i-au determinat pe unii principi să părăsească festivitățile fără permisiune, iar alții au profitat de ocazie pentru a conspira.
Căsătoria cu Matilda a rămas fără urmași de sex masculuin. O singură sursă relatează despre o fiică numită Berta care ar fi fost căsătorită în 1117 cu contele Ptolemeo al II-lea de Tusculum fiind creată astfel legătura dintre împărat și nobilimea din Roma.

### A doua campanie militară în Italia (1116–1118)
Moartea Matildei de Toscana în 1115 l-a determinat pe Henric să plece în Italia în 1116 pentru a-și asigura uriașa moștenire a acesteia din Italia superioară și centrală. De asemenea, era necesară stabilirea unui nou centru de putere saliană în nordul Italiei pentru a contrabalansa puternica opoziție din nordul imperiului. În timpul absenței sale, Henric i-a numit pe cei doi frați Hohenstaufen, Frederic al II-lea și Conrad, administratori în teritoriul german al imperiului. Henric a fost însoțit în Italia doar de o mică suită. Această campanie militară a debutat cu emiterea mai multor documente prin care Henric dorea să se prezinte drept garant al justiției în nordul Italiei. Henric a reușit să preia moștenirea Matildei fără probleme, iar cârmuirea sa a fost acceptată. Este de remarcat că Henric este conducătorul care s-a aflat cel mai des la Roma prin cele cinci vizite.
Papa Pascal al II-lea a murit în ianuarie 1118. Ca urmare, cancelarul său, Johannes, a fost ales ca succesor al său sub numele Gelasius al II-lea. Arhiepiscopul Mauritius de Braga a devenit antipapă sub numele Grigore al VIII-lea. La acea vreme Braga era reședința nou-createi Portugalii, iar arhiepiscopia de acolo fusese fondată de curând. Numirea unui antipapă a dus la amplificarea conflictului dintre Henric și Gelasius al II-lea, care era destul de dispus la compromisuri. Cu toate acestea, antipapa Grigore al VIII-lea nu a reușit să se impună în fața lui Gelasius al II-lea. Grigore a avut puțini adepți primind porecla de „Burdinus” („magarul spaniol”). După ce interdicția impusă lui Henric de către legații papali a avut un efect limitat, Gelasius al II-lea însuși i-a impus interdicția canonică împăratului în 1118. În Würzburg prinții doreau să restabilească pacea în imperiu în timpul absenței lui Henric și să-l destituie în cazul unei absențe prelungite. În toamna anului 1118 Henric și-a întrerupt brusc campania din Italia și s-a întors în imperiu lăsând-o acolo pe soția sa, Matilda, ca reprezentantă. El a reușit să împiedice ținerea dietei la Würzburg, însă activitatea sa ulterioară nu este cunoscută datorită lipsei documentelor regale. Nivelul scăzut de acceptare a puterii regale a lui Henric este evidențiat de lipsa certificatelor regale și a itinerariului curții regale, rămas practic necunoscut.

### Concordatul de la Worms

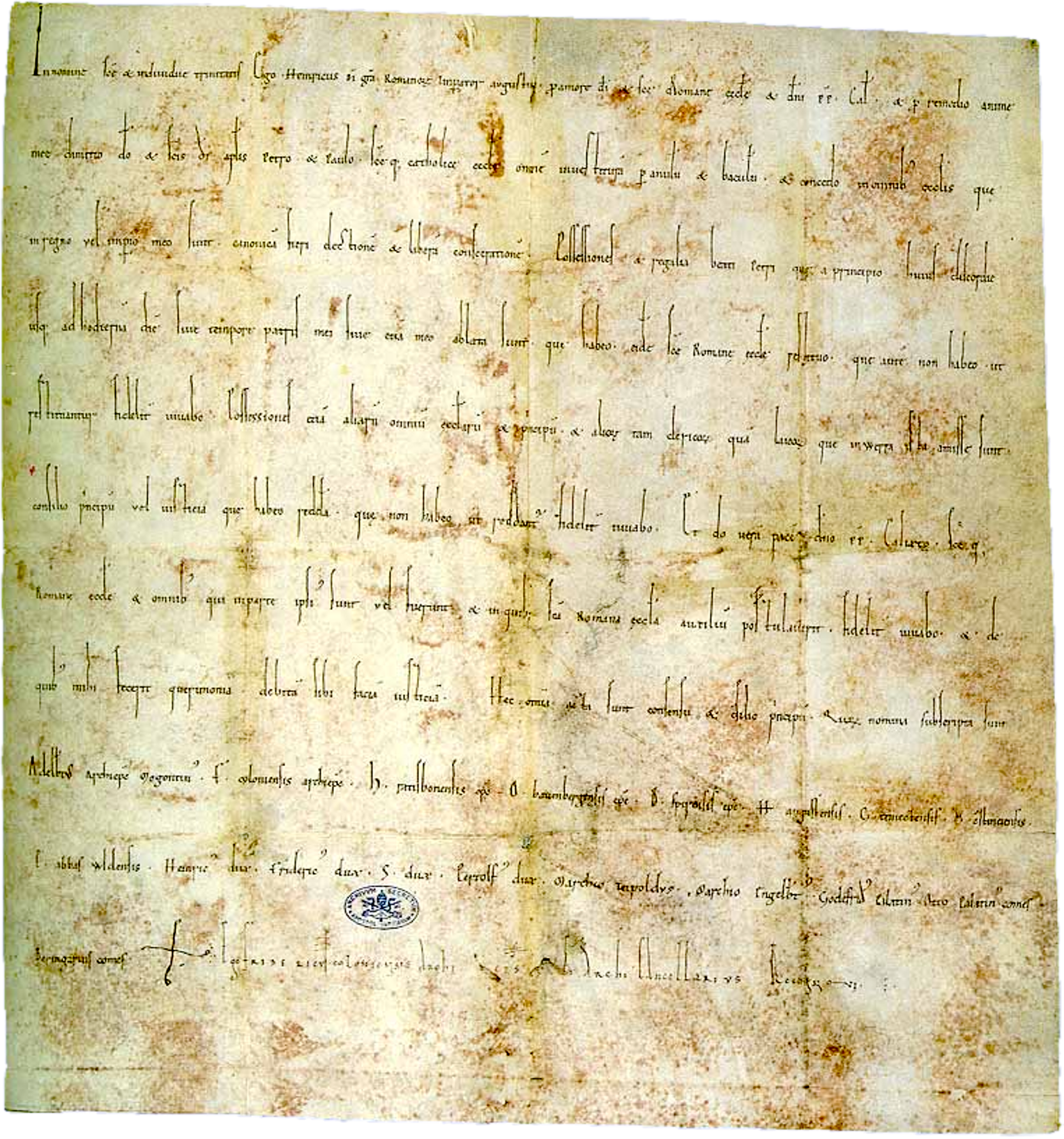
Documentul numit Heinricianum emis pe 23 septembrie 1122 (Città del Vaticano, Archivio Segreto Vaticano, AA, Arm. I-XVIII, 62.)

Pe 2 februarie 1119 noul papă, Calixt al II-lea, a preluat pontificatul. Pe 24 octombrie 1119 la Mouzon pe Meuse, papa și împăratul au negociat din nou un compromis în disputa pentru învestitură, însă Henric nu a vrut să facă promisiuni fără acordul principilor. Prin urmare, negocierile nu au avut urmări. Întâlnirea cu papa în octombrie 1119 la Reims este considerată „punctul final și de cotitură în penitența domnitorului”. În timpul negocierilor cu papalitatea despre ridicarea interdicției, lui Henric al V-lea i-a fost „greu, chiar insuportabil” să se supună unui ritual de reconciliere în care ar fi trebuit să apară desculț în fața papei. Înscenarea penitenței sale după cea a propriului tată la Canossa în 1077, pentru ridicarea interdicției papale, nu se mai potrivea statutului său deoarece avea semnificația subordonării față de papă. Totuși, nu este clar dacă dacă negocierile au eșuat din cauza acestei cereri. Abia la încheierea Concordatului de la Worms în 1122, Henric a fost acceptat din nou în comunitatea bisericească fără niciun act de penitență sau supunere. După eșecul negocierilor, papa Calixt a întărit opoziția față de împărat, oferind legatul papal arhiepiscopului Adalbert de Mainz, fostul cancelar al lui Henric al V-lea. 
În 1121 a apărut amenințarea escaladării militare a conflictului. Henric a decis o campanie împotriva lui Adalbert de Mainz. Arhiepiscopul a mobilizat o armată numeroasă, pentru apărare, în special din Saxonia. Armatele s-au înfruntat la Mainz. Tratativele au început și, în toamna anului 1121, împăratul s-a împăcat cu papalitatea. Principii au început să negocieze încetarea conflictelor. O adunare a principilor, doisprezece susținători și doisprezece oponenți ai lui Henric al V-lea, reprezenta interesele întregului imperiu și avea scopul de a stabili pacea. Adunarea pricipilor imperiali din 29 septembrie 1121 de la Würzburg a fost considerată de cronicarul Ekkehard de Aura, o întâlnire a multor „șefi de stat” (tot capita rei publicae). Reprezentarea principilor fiind la paritate, împăratul a fost obligat să încheie pace cu papalitatea.
Pe 23 septembrie 1122 s-a încheiat ceea ce a fost numit ulterior „Concordatul de la Worms”. Prevederile acestui concordat au fost negociate de principii imperiali. Controversa pentru învestitură s-a încheiat prin emiterea a două documente: unul imperial (Heinricianum) și unul papal (Calixtinum). În viitor la numirea episcopilor trebuia să fie făcută o distincție între „laic” (Temporalia - bunurile și drepturile lumești ale episcopului) și „spiritual” (Spiritualia - drepturile de predicator al doctrinei creștine și de conducător al Bisericii). Alegerea episcopilor  trebuia să fie făcută de „clerici și popor”. Potrivit Heinricianum, Henric trebuia să renunțe la dreptul de învestitură cu simbolurile spirituale (inelul și toiagul). Calixtinum permitea împăratului să fie prezent la alegerea episcopilor și stareților, lui Henric fiindu-i permis doar să acorde drepturile regale (Regalien) noilor aleși folosind sceptrul, la finalul ceremoniei având loc sfințirea de către mitropolit și colegii săi episcopi. Documentele sunt identificate în mod expres ca o lucrare politică a principilor. Astfel regele nu mai reprezenta singur regatul, ci împreună cu principii.

### Campanie militară în Franța
Legăturile strânse cu familia regală engleză l-au atras pe Henric în disputele franco-normande în 1123. Henric I al Angliei i-a cerut ginerelui său sprijin militar în lupta pentru supremație în Normandia. În august 1124 Henric al V-lea a pregătit o campanie militară în Franța cu puțin sprijin din partea principilor. Acest atac a avut ca urmare un sentiment patriotic de unitate până acum necunoscut în Franța, pe care regele francez Ludovic al VI-lea l-a folosit pentru a strânge o armată puternică, căreia Henric nu i-a putut face față. Campania militară a fost întreruptă în 1124 la Metz fără rezultat, iar Henric s-a întors în imperiu.

### Moartea și succesiunea
În perioada care a urmat, Henric s-a aflat în vestul imperiului. A sărbătorit Paștele în 1125 la Liège. Pe 23 mai a murit la Utrecht bolnav de cancer. Pe patul de moarte, el a încredințat îngrijirea soției sale Matilda și posesiunile sale ducelui Frederic, moștenitorul său. Măruntaiele lui Henric au fost îngropate la Utrecht, iar trupul în Catedrala Speyer. Orașul Speyer și-a pierdut importanța ca loc memorial salian și a durat câteva generații până când regii au ales din nou orașul ca loc de înmormântare. Excomunicarea de lungă durată a împăratului a fost probabil cauza pentru care doar două mănăstiri l-au inclus pe Henric al V-lea în pomenirile lor: Mănăstirea Sf. Vitus Mönchengladbach și Mănăstirea Niederaltaich.
Matilda a predat însemnele imperiale arhiepiscopului de Mainz și în septembrie 1126 s-a întors în Anglia. Ducele Frederic al II-lea a fost considerat un candidat cu mari șanse la alegerea succesorului la tronul imperial datorită legăturilor sale de familie cu Henric al V-lea și a implicării sale în eforturile de unificare a imperiului din ultimii ani. Totuși, la alegerile regale din Mainz desfășurate la 24 august 1125 Frederic nu a avut succes. Alți pretendenți la tronul imperial au fost margraful Leopold al Austriei, contele Carol I de Flandra și ducele Saxoniei, Lotar al III-lea care în cele din urmă a fost ales. Succesiunea la tronul Sfântului Imperiul Roman nu mai era determinată de legitimitatea dreptului la moștenire, ci de alegerea principilor.